# Helen Dohlmann
Helen Sofie Dohlmann (Copenhague, 21 de octubre de 1870- Frederiksberg, 27 de mayo de 1942) fue una escultora danesa.

## Biografía
Hija del segundo matrimonio de Peter August Matthias Dohlmann (1838-1911) y Agathe Jeanette Viale (1842-1893), es medio hermana de la pintora Augusta Dohlmann.
Fue alumna de Paul Dubois y Jean-Antoine Injalbert en París, de Stephan Sinding en Copenhague y de Richard Miller, miembro del Salon des artistes français, donde en 1907 obtuvo una mención honorable..
Murió soltera y está enterrada en el cementerio de Frederiksberg.